# Las Peritas
Las Peritas är en ort i Mexiko.   Den ligger i kommunen Contepec och delstaten Michoacán de Ocampo, i den sydöstra delen av landet, 130 km nordväst om huvudstaden Mexico City. Las Peritas ligger 2 462 meter över havet och antalet invånare är 233.
Terrängen runt Las Peritas är huvudsakligen kuperad, men norrut är den platt. Terrängen runt Las Peritas sluttar västerut. Runt Las Peritas är det ganska tätbefolkat, med 80 invånare per kvadratkilometer. Närmaste större samhälle är Contepec, 3,4 km sydost om Las Peritas. Omgivningarna runt Las Peritas är en mosaik av jordbruksmark och naturlig växtlighet.